# Androsace diversifolia
Androsace diversifolia là một loài thực vật có hoa trong họ Anh thảo. Loài này được C.Y.Wu mô tả khoa học đầu tiên năm 1965.